# World Series 1925
Le World Series 1925 sono state la 22ª edizione della serie di finale della Major League Baseball al meglio delle sette partite tra i campioni della National League (NL) 1925, i Pittsburgh Pirates e quelli della American League (AL), i Washington Senators. A vincere il loro secondo titolo furono i Pirates per quattro gare a tre.
In un capovolgimento della sorte rispetto alle World Series 1924, quando Walter Johnson di Washington si riprese da due sconfitte vincendo la decisiva gara 7, Johnson dominò in gara 1 e gara 4 ma perse gara 7.
I Senators si portarono in vantaggi per 3–1 nella serie. Dopo che Pittsburgh vinse le successive due sfide, Johnson salì sul monte di lancio in gara 7, portando la squadra in vantaggio per 6–4 nella parte bassa del settimo inning. Gli errori dell'interbase Roger Peckinpaugh sia nel settimo che nell'ottavo inning però fruttarono ai Pirates quattro punti, facendoli diventare la prima squadra a rimontare uno svantaggio di 3–1 in una serie finale al meglio delle sette partite. Peckinpaugh, interbase titolare dei Senators e MVP della lega quell'anno, faticò per tutta la serie in difesa, commettendo un record di otto errori.

## Sommario
Pittsburgh ha vinto la serie, 4-3.
| Gara | Data       | Risultato                                       | Stadio           | Tempo | Pubblico |
| ---- | ---------- | ----------------------------------------------- | ---------------- | ----- | -------- |
| 1    | 7 ottobre  | Washington Senators – 4, Pittsburgh Pirates – 1 | Forbes Field     | 1:57  | 41.723   |
| 2    | 8 ottobre  | Washington Senators – 2, Pittsburgh Pirates – 3 | Forbes Field     | 2:04  | 43.364   |
| 3    | 10 ottobre | Pittsburgh Pirates – 3, Washington Senators – 4 | Griffith Stadium | 2:10  | 36.495   |
| 4    | 11 ottobre | Pittsburgh Pirates – 0, Washington Senators – 4 | Griffith Stadium | 2:00  | 38.701   |
| 5    | 12 ottobre | Pittsburgh Pirates – 6, Washington Senators – 3 | Griffith Stadium | 2:26  | 35.899   |
| 6    | 13 ottobre | Washington Senators – 2, Pittsburgh Pirates – 3 | Forbes Field     | 1:57  | 43.810   |
| 7    | 15 ottobre | Washington Senators – 7, Pittsburgh Pirates – 9 | Forbes Field     | 2:31  | 42.856   |

## Hall of Famer coinvolti
- Pirates: Bill McKechnie (man.), Max Carey, Kiki Cuyler, Pie Traynor
- Senators: Stan Coveleski, Goose Goslin, Bucky Harris (gioc./man.), Walter Johnson, Sam Rice